# Peter Gade
Peter Gade, född Peter Gade Christensen 14 december 1976 i Aalborg, är en dansk tidigare badmintonspelare.
Gade vann 1999 herrsingel-titeln i All England Badminton Championship. Han har vunnit fyra singeltitlar i europamästerskapen i badminton samt sexton Grand Prix-titlar. Han toppade världsrankingen från 1998 till 2001. Den 22 juni 2006 tog han under en kortare tid återigen platsen som nummer ett på världsrankingen, efter att ha vunnit Singapore Open samt nått kvartsfinal i Malaysia Open.
Gade spelade för klubben Team Skælskør Slagelse. Han var känd för snabba attacker, smidigt fotarbete, konstant press och "luriga" slag. Han avslutade sin karriär 2012. 
Han har tidigare varit gift med handbollsspelaren Camilla Høeg. Tillsammans har de två döttrar.

## Olympiska meriter

### Olympiska sommarspelen 2008
| Namn           | Gren   | 32-delsfinal | 16-delsfinal              | 8-delsfinal                    | Kvartsfinal                 | Semifinal        | Final            | Final            |
| Namn           | Gren   | Resultat     | Resultat                  | Resultat                       | Resultat                    | Resultat         | Resultat         | Plats            |
| -------------- | ------ | ------------ | ------------------------- | ------------------------------ | --------------------------- | ---------------- | ---------------- | ---------------- |
| (8) Peter Gade | Singel |              | Lasmari (ALG) W 21-6 21-4 | Sato (JPN) W 19-21 22-20 21-15 | (1) Lin (CHN) L 13-21 16-21 | Gick inte vidare | Gick inte vidare | Gick inte vidare |